# Communauté de communes Forêts, Lacs, Terres en Champagne
Die Communauté de communes Forêts, Lacs, Terres en Champagne ist ein französischer Gemeindeverband mit der Rechtsform einer Communauté de communes im Département Aube in der Region Grand Est. Sie wurde am 21. Dezember 2005 gegründet und umfasst 15 Gemeinden. Der Verwaltungssitz befindet sich im Ort Piney.

## Mitgliedsgemeinden
| Gemeinde                                                 | Einwohner 1. Januar 2022 | Fläche km² | Dichte Einw./km² | Code INSEE | Postleitzahl |
| -------------------------------------------------------- | ------------------------ | ---------- | ---------------- | ---------- | ------------ |
| Assencières                                              | 189                      | 7,39       | 26               | 10014      | 10220        |
| Avant-lès-Ramerupt                                       | 156                      | 20,77      | 8                | 10021      | 10240        |
| Bouy-Luxembourg                                          | 248                      | 12,04      | 21               | 10056      | 10220        |
| Brévonnes                                                | 667                      | 19,77      | 34               | 10061      | 10220        |
| Charmont-sous-Barbuise                                   | 1.039                    | 38,33      | 27               | 10084      | 10150        |
| Dosches                                                  | 312                      | 20,64      | 15               | 10129      | 10220        |
| Géraudot                                                 | 339                      | 16,74      | 20               | 10165      | 10220        |
| Longsols                                                 | 132                      | 12,61      | 10               | 10206      | 10240        |
| Luyères                                                  | 460                      | 17,37      | 26               | 10210      | 10150        |
| Mesnil-Sellières                                         | 574                      | 8,43       | 68               | 10239      | 10220        |
| Onjon                                                    | 260                      | 22,31      | 12               | 10270      | 10220        |
| Piney                                                    | 1.417                    | 70,98      | 20               | 10287      | 10220        |
| Pougy                                                    | 266                      | 8,96       | 30               | 10300      | 10240        |
| Rouilly-Sacey                                            | 388                      | 19,48      | 20               | 10328      | 10220        |
| Val-d’Auzon                                              | 364                      | 27,58      | 13               | 10019      | 10220        |
| Communauté de communes Forêts, Lacs, Terres en Champagne | 6.811                    | 323,40     | 21               | –          | –            |